# يوليوس أوفوري
يوليوس أوفوري (بالإنجليزية: Julius Ofori)‏ هو لاعب كرة قدم غاني، ولد في 3 أغسطس 1999 في كوماسي في غانا. لعب مع أشانتي غولد.